# 斯維塔瓦河

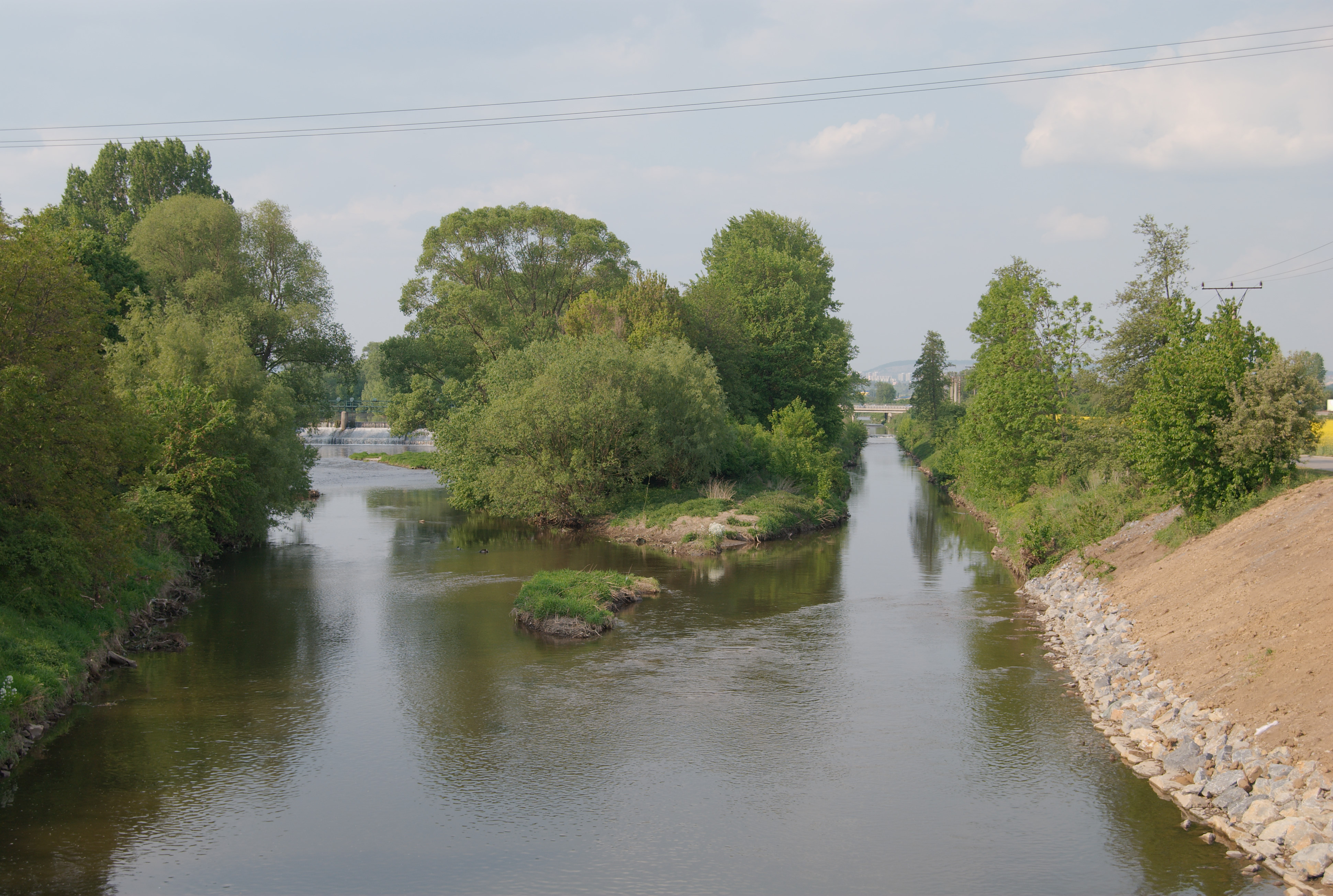

斯維塔瓦河是捷克的河流，位於帕爾杜比采州和南摩拉維亞州，河道全長98.39公里，流域面積1,149.43平方公里，發源自斯維塔維，流經布蘭斯科，最終在布爾諾注入斯夫拉特卡河。
49°46′58″N 16°24′38″E / 49.78278°N 16.41056°E